# Jing’an (Yichun)
Der Kreis Jing’an (chinesisch 靖安县, Pinyin Jìng’ān Xiàn) ist ein Kreis, der zum Verwaltungsgebiet der bezirksfreien Stadt Yichun im Nordwesten der chinesischen Provinz Jiangxi gehört. Er hat eine Fläche von 1.377,49 Quadratkilometern und zählt 144.800 Einwohner (Stand: Zensus 2010). Sein Hauptort ist die Großgemeinde Shuangxi (双溪镇).

## Administrative Gliederung
Auf Gemeindeebene setzt sich der Kreis aus fünf Großgemeinden und sechs Gemeinden zusammen. 